# Physical Graffiti
Physical Graffiti es el sexto álbum de estudio de la banda británica Led Zeppelin, publicado el 24 de febrero de 1975, siendo la primera publicación del grupo con su propio sello Swan Song Records. 
Con 15 millones de copias vendidas, es el séptimo álbum de rock con más ventas de los años 1970.
Salió al mercado casi dos años después de Houses of the Holy, y fue grabado en 1974, con material adicional inédito grabado en años anteriores.
Led Zeppelin colocó simultáneamente este disco en el primer puesto de las listas estadounidenses y británicas y, poco después, sus seis discos publicados estuvieron de forma simultánea en la lista de los 200 mejores álbumes, algo que nunca antes había sucedido. 
Asimismo, en 2003, en una edición especial, la revista Rolling Stone posicionó el álbum en el puesto 70 de su lista de los 500 mejores álbumes de todos los tiempos. 
Es considerado uno de los mejores trabajos de Led Zeppelin.

## Detalles y composición
De acuerdo con Robert Plant, de todos los álbumes de Led Zeppelin Physical Graffiti es su disco favorito y representó a la banda en su forma más creativa y expresiva; esto se explica en la variedad del disco, que va desde el hard rock ("Custard Pie", "The Rover", "The Wanton Song", "Sick Again" y "Houses of the Holy"), rock progresivo ("Kashmir"), ("In the Light"), así como tintes funk ("Trampled Under Foot"), rock and roll acústico ("Boogie With Stu" y "Black Country Woman"), blues rock ("In My Time of Dying"), y un instrumental en guitarra acústica ("Bron-Yr-Aur"), entre otros. 
La amplia gama estilística de Physical Graffiti también está subrayada por el hecho de que contiene las grabaciones de estudio más largas y más cortas de Led Zeppelin; "In My Time of Dying" llega a los once minutos y cinco segundos, y "Bron-Yr-Aur" es de dos minutos y seis segundos de duración. 
Varias pistas del álbum se convirtieron en componentes regulares de las listas de conciertos en vivo de la banda luego de su lanzamiento. Estas son "In My Time of Dying", "Trampled Under Foot", "Kashmir", "Ten Years Gone", "Black Country Woman" y "Sick Again".
El título "Physical Graffiti" fue acuñado por Page, para ilustrar toda la energía física y compositiva que habían puesto en la producción del doble álbum.

## Canciones
Lado A
- "Custard Pie" es la canción que abre el álbum, fue escrita por Jimmy Page y Robert Plant y se grabó en Headley Grange en 1974, la primera toma del tema tenía un ritmo mucho más acelerado y distintas variaciones en las voces. Así como una gran variedad de canciones de Led Zeppelin, la letra es una referencia sexual.

- "The Rover" fue escrita originalmente de forma acústica, más tarde la canción fue retomada en las sesiones de Houses of the Holy y lanzada finalmente en este álbum. Las letras reflejan como Plant se da cuenta de que la humanidad ha dejado atrás la belleza de vivir tranquilamente alejados de las grandes ciudades, rodeados de las maravillas y atracciones que estas tienen, así como los excesos que estas llevan, se habla de como su amada está en un lugar lejano y como los humanos se han convertido en una plaga para el planeta.
- "In My Time of Dying" se basa principalmente en una canción tradicional y la versión de Bob Dylan de esta (llamada "In My Time of Dyin"), para convertirla en una canción de blues rock con diferentes secciones. Fue acreditada a los 4 miembros de la banda y es la canción de estudio más larga de Led Zeppelin, con una duración de 11 minutos con 6 segundos. Las letras tiene tintes bíblicos y religiosos, al mencionar nombres como los de San Pedro, e incluso se menciona a Jesús,.

Lado B
- "Houses of the Holy" abre el lado B del álbum. fue planeada para incluirla en el álbum homónimo del mismo nombre, pero la canción fue descartada ya que tenía similitud con "Dancing Days", y la banda sentía que no encajaba en el álbum. En Italia, la canción fue editada y lanzada como un sencillo.
- "Trampled Under Foot" surgió de una improvisación dirigida por John Paul Jones, donde Plant y Page aportarían lo suyo.

Jones toca un clavinet que lidera la canción junto a un riff con sabor funk. Las letras se basan en "Terraplane Blues", una canción escrita por Robert Johnson, la diferencia es que "Terraplane Blues" habla sobre infidelidad, mientras que "Trampled Under Foot" habla de la tentación sexual. 
La canción fue lanzada como sencillo, con "Black Country Woman" como lado B.
- "Kashmir " fue una idea original de Page y Bonham, planeada como un instrumental donde Jones tocaba el mellotron, y músicos de sesión organizados por el mismo John Paul agregaban la orquestación característica.

Plant agregaría las letras que escribió durante sus vacaciones en Marruecos, aunque en un principio el tema se iba a llamar "Driving Through Kashmir". La canción, que al final se convertiría en una pieza de rock cuasi-sinfónico, sería aclamada por críticos y público en general, volviéndose un clásico obligado en los conciertos del grupo.
Lado C

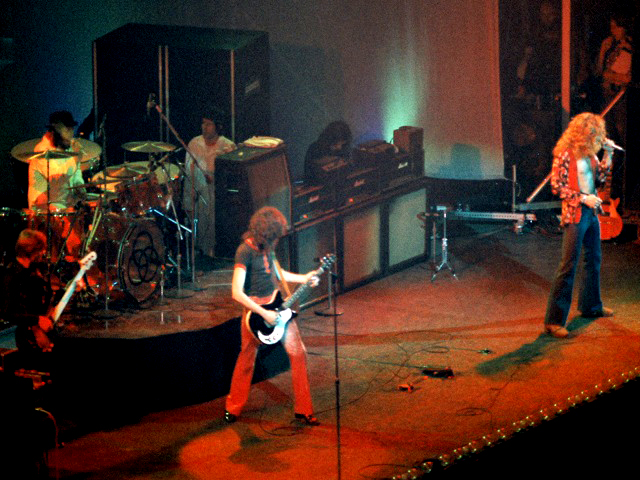
Led Zeppelin en vivo en Chicago, 1975.

- "In the Light " abre el segundo disco del LP. Escrita en su mayor parte por John Paul Jones, aunque también se les otorgó créditos de composición a Robert Plant y a Jimmy Page por detalles mínimos en la escritura.

La canción pasó por varios nombres y tomas alternativas, llegándose a llamar "In the Morning" originalmente, "Everybody Makes It Through" después, hasta recibir el título definitivo de "In the Light". 
En una entrevista Plant la llegó a llamar su canción favorita del álbum.
- "Bron-Yr-Aur" es una pieza instrumental acústica de Page en homenaje a la casona Bron-Yr-Aur, una cabaña donde Page y Plant hicieron arreglos para Led Zeppelin III.

Esta canción fue parte de la música de fondo de la película del grupo The Song Remains the Same. 
Este tema fue estrenado por Page en vivo en 1970. 
La versión de Physical Graffiti fue grabada a mediados de 1970 en los Island Studios londinenses.
- "Down by the Seaside" fue grabado originalmente en una versión acústica en la cabaña Bron-Yr-Aur y totalmente re-hecho en las sesiones de Led Zeppelin IV, pero dejado fuera del álbum hasta que se incluyó en Physical Graffiti con modificaciones. La canción presenta cambios repentinos de un ritmo lento a uno rápido, y las letras son reminiscentes de "The Rover".

El estilo de composición está inspirado en Neil Young.
- "Ten Years Gone" es una balada, las letras escritas por Robert Plant fueron agregadas después de que la canción estuviera en proceso, ya que Jimmy Page tenía la intención de que fuese un instrumental. La canción presenta una composición compleja, especialmente en lo que se refiere a la guitarra, puesto que se destacan varios riffs elaborados, uno de ellos se dice, fue sacado de una canción nunca lanzada oficialmente llamada "Swan Song" (Nombre que más tarde se le daría a la discográfica de Led Zeppelin), además de que se usaron 14 pistas de guitarra, por lo que fue muy difícil de tocar en actuaciones en vivo.

Lado D
- "Night Flight" abre la última cara del álbum. Fue escrito por Jones, Page y Plant y grabado en Headley Grange en 1971.

Tenían planeado que apareciera en Led Zeppelin IV, pero se sentía que el tema no encajaba.
Jones toca un órgano Hammond que preside la pista y Page usa un altavoz Leslie en su guitarra.
- "The Wanton Song" se creó a base de una improvisación en el estudio y fue tomando forma gracias a diferentes tomas. Las letras de la canción hablan acerca de la infidelidad. En el solo de guitarra, realizado por Jimmy, se utilizó un eco invertido, que hace que el eco se escuche antes que la nota en sí (que ya usaba desde su época con The Yardbirds), cosa que los ingenieros de sonido al principio no les gustó.
- "Boogie With Stu" nació como una pista improvisada escrita por los 4 miembros, es una canción acústica que tiene a Ian Stewart, tecladista de The Rolling Stones al piano. Fue grabada en 1971, durante las sesiones de Led Zeppelin IV (más exactamente de las sesiones de la canción "Rock and Roll") aunque no se incluyó en este, siendo un tema reciclado con modificaciones. "Boogie With Stu" se basó en "Ohh My Head", una canción de Ritchie Valens, pero no fue acreditada a Ritchie Valens sino a Bonham/Jones/Page/Plant/Stewart/Mrs. Valens (es decir, a la madre de Valens).
- "Black Country Woman" fue escrita para formar parte de Houses of the Holy, se grabó en la mansión de Mick Jagger: Stargroves en 1972, en un estilo de rock and roll acústico, pero el grupo no estuvo conforme con esta ya que se oye un avión pasando mientras el grupo tocaba, cosa que hace que la canción fuera casi abandonada, pero terminó siendo parte del lado final del LP.
- "Sick Again" se basa en la experiencia de Robert y Page con groupies adolescentes que conocieron en 1973 en una de sus giras a las que Plant llama "L.A. Queens".

## Portada del álbum

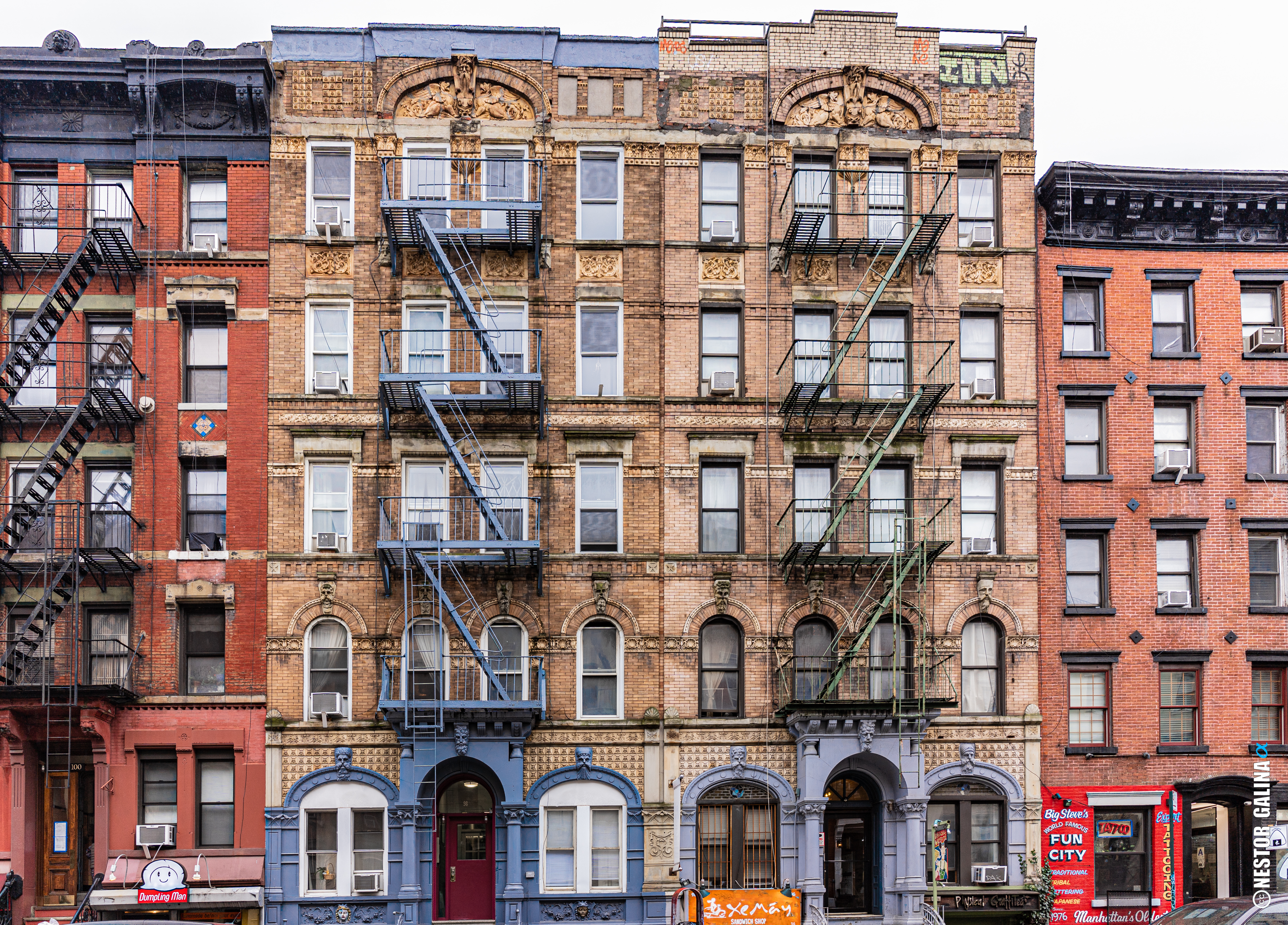
St. Mark's Place, en el East Village de Nueva York.

El diseñador Peter Corriston, estaba buscando un edificio que fuera simétrico con detalles interesantes, que no estuviera obstruido por otros objetos y encajara en la portada del álbum. Dicho edificio es el número 97 de St. Mark's Place, en Nueva York, justo en medio del East Village. 
La fotografía original sufrió una serie de ajustes hasta obtener la imagen final. 
La portada fue tomada durante el día, mientras que la cubierta trasera fue tomada por la noche.
La cubierta exterior tiene las ventanas troqueladas, y al introducir la cubierta interior el título del álbum se muestra en la portada, deletreando el nombre "Physical Graffiti". La cubierta interna es blanca y en ella se detallan las pistas del álbum e información de grabación. 
A través de las ventanas se puede ver un conjunto de íconos estadounidenses y una variedad de efímeros personajes de Hollywood, donde las fotografías de W. C. Fields y Buzz Aldrin se alternan con las instantáneas de miembros de la banda.
También se muestran fotografías de Lee Harvey Oswald, Marcel Duchamp y el Papa León XIII, entre otros.
En 1976 fue nominado al Grammy en la categoría de Mejor diseño.

## Lista de canciones
Todas las canciones escritas y compuestas por Page/Plant excepto donde se indica. 
| Cara A |                                                     |          |  |
| N.º    | Título                                              | Duración |  |
| 1.     | «Custard Pie»                                       | 4:13     |  |
| 2.     | «The Rover»                                         | 5:36     |  |
| 3.     | «In My Time of Dying» (Bonham, Jones, Page y Plant) | 10:14    |  |
| 20:53  |                                                     |          |  |

| Cara B |                                             |          |  |
| N.º    | Título                                      | Duración |  |
| 1.     | «Houses of the Holy»                        | 4:01     |  |
| 2.     | «Trampled Under Foot» (Jones, Page y Plant) | 5:35     |  |
| 3.     | «Kashmir» (Bonham, Page y Plant)            | 8:37     |  |
| 18:13  |                                             |          |  |

| Cara C |                                      |          |  |
| N.º    | Título                               | Duración |  |
| 1.     | «In the Light» (Jones, Page y Plant) | 8:44     |  |
| 2.     | «Bron-Yr-Aur» (Page)                 | 2:06     |  |
| 3.     | «Down by the Seaside»                | 5:14     |  |
| 4.     | «Ten Years Gone»                     | 6:56     |  |
| 22:20  |                                      |          |  |

| Cara D |                                                                      |          |  |
| N.º    | Título                                                               | Duración |  |
| 1.     | «Night Flight» (Jones, Page y Plant)                                 | 3:36     |  |
| 2.     | «The Wanton Song»                                                    | 4:06     |  |
| 3.     | «Boogie With Stu» (Bonham, Jones, Page, Plant, Stewart, Mrs. Valens) | 3:51     |  |
| 4.     | «Black Country Woman»                                                | 4:24     |  |
| 5.     | «Sick Again»                                                         | 4:43     |  |
| 20:00  |                                                                      |          |  |

| Disco extra de la Edición Deluxe del 2015 |                              |          |  |
| N.º                                       | Título                       | Duración |  |
| 1.                                        | «Brandy & Coke»              |          |  |
| 2.                                        | «Sick Again»                 |          |  |
| 3.                                        | «In My Time of Dying»        |          |  |
| 4.                                        | «Houses of the Holy»         |          |  |
| 5.                                        | «Everybody Makes It Through» |          |  |
| 6.                                        | «Boogie With Stu»            |          |  |
| 7.                                        | «Driving Through Kashmir»    |          |  |

## Reedición 2015
Una versión remasterizada de Physical Graffiti se volvió a editar el 23 de febrero de 2015, casi exactamente cuarenta años después de que el álbum original fuese lanzado. La reedición viene en seis formatos: una edición estándar de dos CD, una edición de lujo de tres CD, una versión estándar de dos LP, una versión de lujo de tres LP, una super deluxe de tres CD más la versión de tres LP con un libro de tapa dura de 96 páginas y como descargas digitales de alta resolución 96k/24 bits. Las ediciones de lujo y súper de lujo cuentan con material extra que contiene tomas alternativas y versiones de sus canciones de antes de ser lanzadas, como lo son "Brandy & Coke", "Everybody Makes It Through" y "Driving Through Kashmir". La reedición fue publicada con una versión en blanco y negro de las ilustraciones del álbum original como portada de su disco extra.
Además, junto a la reedición del disco en 2015, la banda publicó en su web oficial un videoclip interactivo en donde los fanáticos tuvieron la posibilidad de recorrer cada una de las 16 habitaciones del edificio. El video fue creado y dirigido por Hal Kirkland, y se podía elegir una de las ventanas y adentrarse en el recinto moviéndose a través de él con las flechas del teclado, descubriendo todo lo que ocurre en su interior, e incluso en una de ellas encontrar un registro en vivo de Led Zeppelin, de su serie de shows de 1975 en el Earls Court. Todo este recorrido acompañado con la canción "Brandy & Coke" de fondo.

## Personal
|  | Led Zeppelin - Robert Plant – voz, armónica - Jimmy Page – eléctrica, acústica, pedal steel y guitarra slide, productor - John Paul Jones – bajo, mandolina, guitarra acústica, teclados - John Bonham – batería, percusión Músico adicional - Ian Stewart – piano en "Boogie With Stu" Producción - George Chkiantz – ingeniero en Olympic Studios (1972) - Keith Harwood – ingeniero en Olympic Studios (1974) - Andy Johns – ingeniero en Island Studios (1970 y 1971) y Headley Grange (1971) - Eddie Kramer – ingeniero en Stargroves (1972) - Ron Nevison – ingeniero en Headley Grange (1974) - Peter Grant – productor ejecutivo - George Marino y Jimmy Page – lanzamiento de CD remasterizado | Portada y diseño - Peter Corriston – arte de portada, diseño de portada - Mike Doud – arte, diseño, diseño de portada - Elliot Erwitt – fotografía - B. P. Fallon – fotografía - Roy Harper – fotografía - Dave Heffernan – ilustraciones |